# Destructiebedrijf
Een destructiebedrijf, in België ook vilbeluik genoemd, is een inrichting waar dode dieren en dierlijk restmateriaal worden verwerkt. Het gaat hier onder meer om dode huis- en boerderijdieren, slachtdieren die afgekeurd zijn voor consumptie en slachtafval.

## Geschiedenis
In het verleden werden slachtafvallen en kadavers van vee gewoonlijk  door vilders opgehaald, en door dezen in het veld begraven of op vuilnisbelten gestort. Uit die tijd dateren de zogenaamde krengenbosjes, stikstofrijke plekken op wat achterafgelegen plaatsen op het boerenland. Speciale begraafplekken werden onder andere ingericht vanwege het voor mens en dier gevaarlijke miltvuur dat zeer langdurig besmettelijk blijft, ook in de aarde.
De eerste vorm van industriële aanpak van dierlijk afval was de kori-oven. Dit was een klein gebouwtje met een hoge schoorsteen, waarin slachtafval werd verbrand. Dergelijke ovens werden ingevoerd omstreeks het begin van de 20e eeuw. Deze ovens verrezen bij slachterijen. Ze verspreidden niet alleen stank, maar ze vergden veel energie en ze vernietigden niet alleen de bacteriën maar eveneens de bruikbare vetten en eiwitten.
In Nederland trad in 1922 de Vleeskeuringswet van 1919 in werking. Deze legde de verplichting om afgekeurde kadavers doeltreffend te verwerken bij de gemeenten. Zij kregen tot 1932 de tijd om maatregelen te nemen. Er werden toen enkele destructiebedrijven gebouwd door samenwerkende gemeenten, maar ook door particulieren en door boerenorganisaties. In 1938 was de destructie in het gehele land geregeld, met uitzondering van enkele eilanden. Later vond schaalvergroting plaats, zodat in Nederland nog maar een destructiebedrijf overbleef dat tegenwoordig onder een enkele onderneming, Rendac geheten, valt. In andere landen, zoals Duitsland, was het destructiebedrijf sterker gedecentraliseerd.

## Proces
Speciale vrachtauto's halen bij agrarische bedrijven de kadavers weg. Het kan zijn dat van runderen, voorafgaand aan de destructie, de huid wordt verwijderd. Deze is bruikbaar in de lederindustrie. Voordat slachtafval en kadavers in een sterilisatieketel gaan, wordt het verhakseld tot delen van maximaal 5 cm groot. Vervolgens gaan kadavers en slachtafval naar sterilisatieketels waarin door verhitting onder andere ziekteverwekkers worden gedood. De verhitting geschiedt met stoom die door de dubbele wand van de ketel wordt geleid. De temperatuur bedraagt 133°C onder een druk van 3 bar gedurende 20 minuten onafgebroken. In een meertrapsverdampingsinstallatie wordt vervolgens het water verwijderd. De korrelige stof die overblijft wordt geperst om het vet af te scheiden. De ontstane perskoeken worden tot eiwitrijk diermeel verwerkt of verbrand. Het vet wordt als technisch vet verkocht ten dienste van, bijvoorbeeld, zeepbereiding of stearineproductie.

## BSE-crisis
Als gevolg van de gekkekoeienziekte (BSE) is de regelgeving veel strenger geworden. De prionen die voor de verspreiding van deze ziekte verantwoordelijk zijn kunnen niet door sterilisatie worden vernietigd. Hierdoor kon via het in de destructor geproduceerde diervoeder de ziekteverwekker verspreid worden. Daarom is men, vanaf december 2000, dierlijk materiaal uit de destructor gaan indelen in drie categorieën. Categorie-1 en categorie-2 materiaal wordt in afzonderlijke bedrijven onder strenge voorwaarden verwerkt. De eindproducten mogen niet langer voor dierlijke consumptie worden aangewend. Ze worden gebruikt als biobrandstof, bijvoorbeeld in de cementindustrie en voor elektriciteitsopwekking. Categorie-3 materialen kunnen nog wel voor dierlijke consumptie worden aangewend. 

## Milieu
Destructiebedrijven werden meestal gevestigd op afgelegen plaatsen in verband met de stankoverlast die de omgeving te duchten had, zowel door uitstoot naar de atmosfeer als via het afvalwater. Maatregelen die hiertegen later werden voorgeschreven bestaan onder andere uit:
- De bedrijfsgebouwen werken met een kleine onderdruk, waardoor enkel lucht van buiten naar binnen wordt gezogen. De afgewerkte lucht wordt via grote pijpen naar een biobedfilter geleid, een lange bak met biologisch actief turfstrooisel waarin de organische moleculen worden afgebroken.
- Waterzuiveringsinstallaties van aanzienlijke capaciteit reinigen het afvalwater, waarbij waardevolle eiwitten worden teruggewonnen.

## Europese regelgeving
De verwerking van dierlijk restmateriaal in de Europese Unie is gereglementeerd door de verordening 1774/2002 van het Europees Parlement en de Raad van 3 oktober 2002 tot vaststelling van gezondheidsvoorschriften inzake niet voor menselijke consumptie bestemde dierlijke bijproducten. Deze verdeelt de restmaterialen in drie categorieën:
- categorie 1 materiaal: uitsluitend geschikt voor verwijdering: het betreft hier voornamelijk kadavers, slachtafval en overig materiaal van vee waar een kans bestaat voor BSE-besmetting, alsook kadavers van gezelschapsdieren
- categorie 2 niet voor dierlijke consumptie: dit gaat onder meer om dierlijk materiaal dat besmet is met mest of residu's van geneesmiddelen
- categorie 3 niet voor menselijke consumptie: Dit zijn slacht-bijproducten die ontstaan uit dieren die goedgekeurd zijn voor menselijke consumptie. Deze categorie slacht-bijproducten wordt niet door destructiebedrijven ingezameld maar door gespecialiseerde categorie 3 verwerkers. De grootste verwerker van deze categorie producten in Nederland is Sonac. De toepassingen van deze materialen zijn zeer divers, van dier- en mengvoeder tot organische meststoffen en biodiesel.

Hoewel het verwerken van dierlijk restmateriaal een open markt is, is Rendac in Nederland anno 2010 de enige vergunninghouder voor het ophalen en verwerken van categorie 1 en 2 dierlijk restmateriaal. Deze vergunning wordt verleend door het Ministerie van Landbouw, Natuur en Voedselkwaliteit. Rendac is gevestigd in de Brabantse gemeente Son en Breugel.